# Alfredo Carmona
Alfredo Carmona (Lima, 10 de mayo de 1971) es un exfutbolista peruano. Se desempeñaba en la posición de centrocampista.

## Biografía
Alfredo Carmona, nació en Lima el 10 de mayo de 1971. Es el sexto hijo de seis hermanos y padre de familia de dos hijos.

## Trayectoria
En el verano de 1987 llegó a probarse a Universitario de Deportes y se mantuvo allí hasta el año 1992. En la temporada 1993 jugó por el Defensor Lima. Posteriormente en la temporada 1994, el Deportivo Municipal armó un buen equipo: le había arrebatado a la «U» a Ronald Baroni, al cual se le sumaron luego Alfonso Yáñez, César Charún y Carmona entre otros, bajo la dirección de Roberto Chale. Luego jugó por Sporting Cristal. En el 2002 se incorpora a Sport Boys tras jugar un año en Segunda División con Deportivo Municipal. Después militó en Cienciano del Cusco, club con el que jugó la Copa Libertadores 2004. En el año 2008 fue nombrado Gerente Deportivo del Sport Boys del Callao. Actualmente en el 2016 es el Asesor Deportivo en el Deportivo Municipal.

## Selección nacional
Fue internacional con la selección de fútbol del Perú en 10 ocasiones y marcó 1 gol. Debutó el 21 de septiembre de 1994, en un encuentro amistoso ante la selección de Ecuador que finalizó con marcador de 0-0.

## Estadísticas

### Clubes
| Universitario de Deportes · Perú | 1.ª                 | 1987                | 2   | 0  | - | - | -  | - | 2   | 0  | 0,00 |
| Universitario de Deportes · Perú | 1.ª                 | 1988                | 7   | 0  | - | - | 1  | 0 | 8   | 0  | 0,14 |
| Universitario de Deportes · Perú | 1.ª                 | 1989                | 9   | 1  | 1 | 0 | 1  | 0 | 11  | 1  | 0,11 |
| Universitario de Deportes · Perú | 1.ª                 | 1990                | 22  | 4  | - | - | -  | - | 22  | 4  | 0,13 |
| Universitario de Deportes · Perú | 1.ª                 | 1991                | 17  | 2  | - | - | -  | - | 17  | 2  | 0,54 |
| Universitario de Deportes · Perú | 1.ª                 | 1992                | 10  | 0  | - | - | -  | - | 10  | 0  | 0,28 |
| Universitario de Deportes · Perú | Total club          | Total club          | 66  | 7  | 1 | 0 | 2  | 0 | 68  | 7  | 0,30 |
| Defensor Lima · Perú | 1.ª                 | 1993                | 27  | 11 | - | - | -  | - | 27  | 11 | 0,29 |
| Defensor Lima · Perú | Total club          | Total club          | 27  | 11 | - | - | -  | - | 27  | 11 | 0,29 |
| Deportivo Municipal · Perú | 1.ª                 | 1994                | 33  | 10 | - | - | -  | - | 33  | 10 | 0,52 |
| Deportivo Municipal · Perú | 1.ª                 | 1995                | 35  | 22 | - | - | -  | - | 35  | 22 | 0,34 |
| Deportivo Municipal · Perú | 1.ª                 | 1996                | 24  | 6  | - | - | -  | - | 24  | 6  | 0,25 |
| Deportivo Municipal · Perú | Total club          | Total club          | 92  | 38 | 0 | 0 | 0  | 0 | 92  | 38 | 0,39 |
| Sporting Cristal · Perú | 1.ª                 | 1997                | 19  | 4  | - | - | 12 | 0 | 31  | 4  | 0,41 |
| Sporting Cristal · Perú | 1.ª                 | 1998                | 4   | 0  | - | - | -  | - | 4   | 0  | 0,45 |
| Sporting Cristal · Perú | Total club          | Total club          | 23  | 4  | 0 | 0 | 12 | 0 | 35  | 4  | 0,49 |
| Deportivo Municipal · Perú | 1.ª                 | 1999                | 31  | 10 | - | - | -  | - | 31  | 10 | 0,31 |
| Deportivo Municipal · Perú | 1.ª                 | 2000                | 30  | 7  | - | - | -  | - | 30  | 7  | 0,09 |
| Deportivo Municipal · Perú | 2.ª                 | 2001                | 29  | 3  | - | - | -  | - | 29  | 3  | 0,24 |
| Deportivo Municipal · Perú | Total club          | Total club          | 89  | 19 | 0 | 0 | -  | - | 89  | 19 | 0,23 |
| Sport Boys · Perú | 1.ª                 | 2002                | 37  | 6  | - | - | -  | - | 37  | 6  | 0,16 |
| Sport Boys · Perú | 1.ª                 | 2003                | 34  | 2  | - | - | -  | - | 34  | 2  | 0,09 |
| Sport Boys · Perú | Total club          | Total club          | 71  | 8  | 0 | 0 | -  | - | 71  | 8  | 0,16 |
| Cienciano · Perú | 1.ª                 | 2004                | 5   | 0  | - | - | 1  | 0 | 6   | 0  | 0,33 |
| Cienciano · Perú | Total club          | Total club          | 5   | 0  | 0 | 0 | 1  | 0 | 6   | 0  | 0,33 |
| Sport Boys · Perú | 1.ª                 | 2004                | 23  | 5  | - | - | -  | - | 23  | 5  | 0,16 |
| Sport Boys · Perú | 1.ª                 | 2005                | 38  | 4  | - | - | -  | - | 38  | 4  | 0,09 |
| Sport Boys · Perú | Total club          | Total club          | 61  | 2  | 0 | 0 | -  | - | 61  | 9  | 0,16 |
| Alianza Atlético · Perú | 1.ª                 | 2006                | 20  | 1  | - | - | -  | - | 20  | 1  | 0,60 |
| Alianza Atlético · Perú | Total club          | Total club          | 20  | 1  | - | - | -  | - | 20  | 1  | 0,60 |
| Total en su carrera | Total en su carrera | Total en su carrera | 453 | 86 | 2 | 0 | 15 | 0 | 470 | 86 | 0,31 |
| (1) Las copas nacionales se refiere al Torneo Plácido Galindo (2) Las copas internacionales se refiere a la Copa Libertadores, a la Copa Sudamericana, la Copa Merconorte y la Copa Conmebol. (3) Media de goles por encuentro. No incluye goles en partidos amistosos. |                     |                     |     |    |   |   |    |   |     |    |      |

### Selección nacional
| Selección     | Año           | Amistosos | Amistosos | Eliminatorias | Eliminatorias | Mundial | Mundial | Copa América | Copa América | Total | Total |
| Selección     | Año           | Part.     | Goles     | Part.         | Goles         | Part.   | Goles   | Part.        | Goles        | Part. | Goles |
| ------------- | ------------- | --------- | --------- | ------------- | ------------- | ------- | ------- | ------------ | ------------ | ----- | ----- |
| Absoluta      | 1994          | 2         | 0         | -             | -             | -       | -       | -            | -            | 2     | 0     |
| Absoluta      | 1996          | 3         | 0         | -             | -             | -       | -       | -            | -            | 3     | 0     |
| Absoluta      | 2000          | -         | -         | 1             | 0             | -       | -       | -            | -            | 1     | 0     |
| Absoluta      | 2003          | 4         | 1         | -             | -             | -       | -       | -            | -            | 4     | 1     |
| Absoluta      | Total         | 1         | 0         | -             | -             | -       | -       | -            | -            | 1     | 0     |
| Total carrera | Total carrera | 9         | 1         | 1             | 0             | -       | -       | -            | -            | 10    | 1     |

### Resumen estadístico
| Competición           | Partidos | Goles | Promedio |
| --------------------- | -------- | ----- | -------- |
| Primera División      | 453      | 86    | 0.19     |
| Copas nacionales      | 2        | 0     | 0,00     |
| Copas internacionales | 15       | 0     | 0,00     |
| Selección adulta      | 10       | 1     | 0.1      |
| Total                 | 480      | 87    | 0.18     |

## Palmarés

### Campeonatos nacionales
| Título                    | Club                      | País | Año  |
| ------------------------- | ------------------------- | ---- | ---- |
| Primera División del Perú | Universitario de Deportes | Perú | 1990 |
| Torneo Clausura           | Sporting Cristal          | Perú | 1998 |

### Copas internacionales
| Título               | Club      | País | Año  |
| -------------------- | --------- | ---- | ---- |
| Copa El Gráfico-Perú | Cienciano | Perú | 2004 |